# الفروع الوجنية للعصب الوجهي
الفروع الوجنية للعصب الوجهي (بالإنجليزية: Zygomatic branches of the facial nerve)‏‏ هو عصب يتَفرعُ من العصب الوجهي. يُعصِب العضلة الوجنية الكبيرة.

## معرض صور

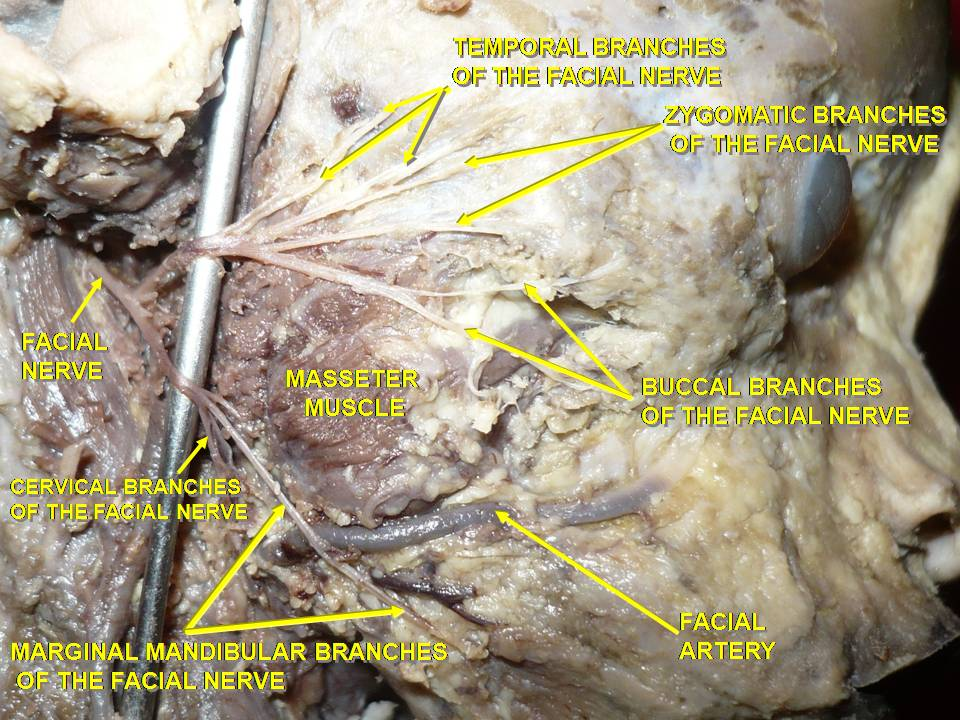
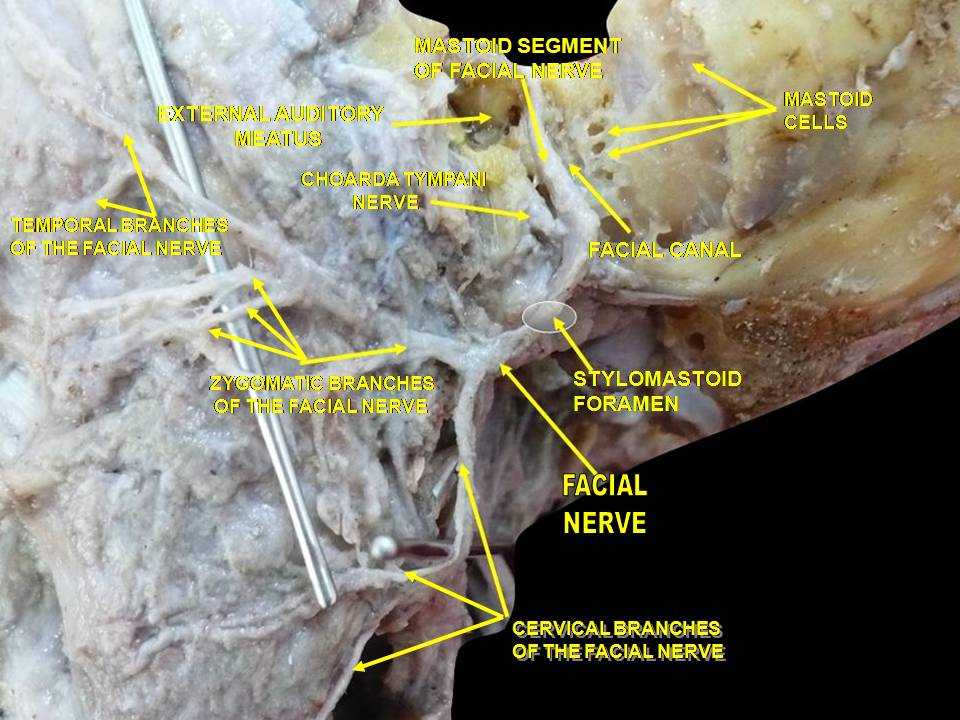
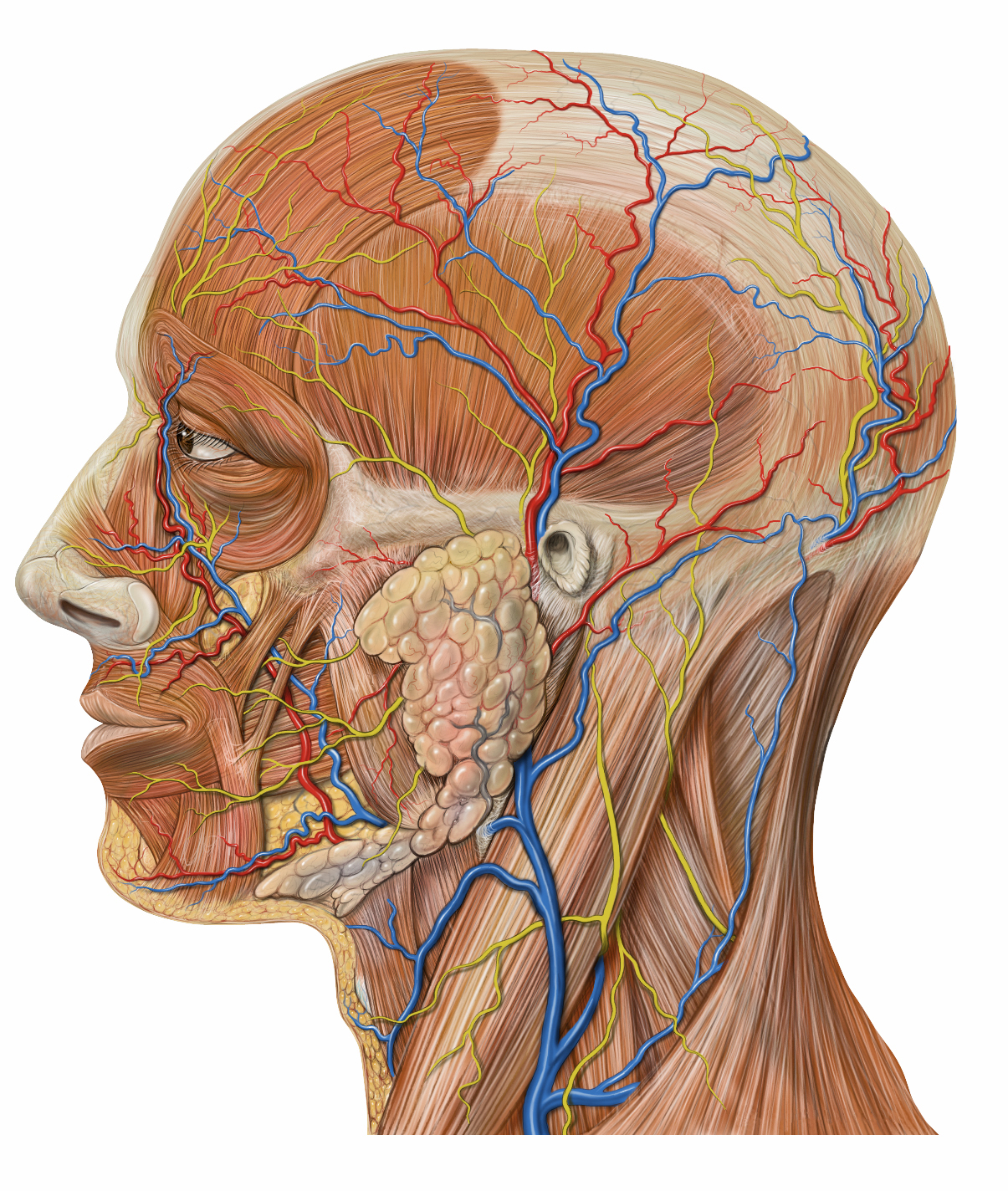